# Kasper Søndergaard
Kasper Søndergaard Sarup (* 9. Juni 1981 in Breum, Skive Kommune, Dänemark) ist ein ehemaliger dänischer Handballspieler. Seine Körperlänge beträgt 1,90 m.
Søndergaard, der für den dänischen Spitzenverein Skjern Håndbold spielte und für die dänische Nationalmannschaft (Rückennummer 22) auflief, wurde meist im rechten Rückraum eingesetzt.
Kasper Søndergaard begann in seinem Heimatort mit dem Handballspiel. Später wechselte er über den nächstgrößeren Verein Skive fH zu Ikast-Bording Elite Håndbold, wo er in der dänischen zweiten Liga debütierte. 2003 zog er weiter zum Erstligisten Århus GF, wo er ebenfalls zu überzeugen wusste, sodass er ins Nationalteam berufen und Anfang 2007 von KIF Kolding unter Vertrag genommen wurde. Mit KIF gewann er 2009 die dänische Meisterschaft. Im Sommer 2011 schloss er sich Skjern Håndbold an. In der Håndboldligaen 2013/14 stand er als bester rechter Rückraumspieler im All-Star-Team. Mit Skjern gewann er am 29. März 2015 den dänischen Pokal der Saison 2013/14 sowie am 6. Februar 2017 den dänischen Pokal der Saison 2015/16. Weiterhin wurde er in der Saison 2017/18 dänischer Meister. Nach der Saison 2019/20 beendete er seine Karriere und übernahm das Co-Traineramt bei Skjern Håndbold.
Kasper Søndergaard bestritt 184 Länderspiele für die dänische Nationalmannschaft. Bei der Europameisterschaft 2008 in Norwegen und bei der Europameisterschaft 2012 in Serbien wurde er Europameister; bei der Weltmeisterschaft 2007 in Deutschland gewann er mit seinem Land Bronze. Im Sommer 2012 nahm er an den Olympischen Spielen in London teil. 2013 gewann er bei der Weltmeisterschaft in Spanien die Silbermedaille. Bei der Europameisterschaft 2014 im eigenen Land wurde er Vize-Europameister. Bei den Olympischen Spielen 2016 in Rio de Janeiro gewann er die Goldmedaille.